# 马修·德斯蒙德
马修·德斯蒙德（英語：Matthew Desmond，1979年/1980年—）是一位美国社会学家，普林斯顿大学社会学系教授。

## 生平
德斯蒙德亚利桑那州立大学作为本科生学习的时候，同时在坦佩的国际仁人家园中担任志愿者。他拿到了理学学士学位，同时拿到了传播与公正研究中最优等的学位荣誉。他在威斯康星大学麦迪逊分校取得了社会学博士学位 ，曾在哈佛大学的社会科学系就任约翰·L.勒布副教授一职。

## 荣誉
德斯蒙德获得了2006年的哈维奖学金和2015年的麦克阿瑟奖金。 他的作品《扫地出门：美国城市的贫穷与暴利》赢得了2016年的美国国家书评奖、2017年的普利策非小说奖和钢笔/约翰·肯尼斯·加尔布雷斯非小说类奖。 2017年的普利策奖嘉奖词中说："就一个深入研究后产生的作品而言，它揭示了2008年金融危机后的大规模驱逐是贫穷的缘起而不是结果。"

## 作品
- 马修·德斯蒙德（2008）：《火线：野外消防队员的生与死》，芝加哥大学出版社（University of Chicago Press），ISBN 978-0-226-14407-8。
- 穆斯塔法·艾弥拜尔，马修·德斯蒙德（2009）：《种族统治、种族进步：美国的种族社会学》，纽约：麦格劳-希尔出版社（New York: McGraw-Hill），ISBN 9780072970517。
- 穆斯塔法·艾弥拜尔，马修·德斯蒙德（2015）：《种族秩序》，芝加哥大学出版社（University of Chicago Press），ISBN 978-0-226-25366-4。
- 马修·德斯蒙德（2016）：《扫地出门：美国城市的贫穷与暴利》，纽约：皇冠/原型出版社（New York: Crown/Archetype），ISBN 9780553447446。
- 马修·德斯蒙德（2018）：《为什么工作不再起作用了》，《纽约时报杂志》，2018年9月16日，第36页。ISBN 9780072970517 ISBN 9780553447446